# Бевије
Бевије (фр. Bévillers) насеље је и општина у североисточној Француској у региону Север-Па д Кале, у департману Север која припада префектури Камбре.
По подацима из 2011. године у општини је живело 545 становника, а густина насељености је износила 113,78 становника/km². Општина се простире на површини од 4,79 km². Налази се на средњој надморској висини од 116 метара (максималној 121 m, а минималној 83 m).

## Демографија
| 1962. | 1968. | 1975. | 1982. | 1990. | 1999. | 2011. |
| ----- | ----- | ----- | ----- | ----- | ----- | ----- |
| 563   | 586   | 534   | 525   | 584   | 565   | 545   |

График промене броја становника у току последњих година